# Tiganophyton karasense
Tiganophyton karasense Swanepoel, F.Forest & A.E.van Wyk è una pianta angiosperma dell'ordine Brassicales. È l'unica specie nota del genere Tiganophyton Swanepoel, F.Forest & A.E.van Wyk e della famiglia Tiganophytaceae Swanepoel, F.Forest & A.E.van Wyk.

## Descrizione
T. karasense è un arbusto nano sempreverde di altezza compresa tra 0,3 e 0,8 m e di diametro quasi uguale, ramificato da appena sotto o sopra il livello del suolo, e ulteriormente ramificato verso l'apice. Possiede fusti lunghi e sottili, eretti o arcuati-ascendenti con lunghi peli morbidi, glabri sui fusti più vecchi, con molti germogli corti nelle ascelle fogliari. Sui fusti più vecchi sono presenti cicatrici di germogli più corti ormai avvizziti.
Le foglie sono semplici, sessili, dimorfiche a seconda che siano su germogli lunghi o corti e di colore verde pallido ma spesso virano al giallo o all'arancione con l'età. Sono sono solitamente disposte a spirale sui fusti.
I fiori si presentano singolarmente, 1–4 per rosetta nell'ascella delle brattee. La corolla ha quattro petali di colore bianco pallido che misurano 2.0–2.3 × 0.5 mm.
Il frutto secco e cartaceo si forma nella posizione originale del fiore all'interno di resti compressi di calice e corolla. Esso ha dimensioni 2,1 × 1,6 × 0,8 mm e contiene un unico seme, duro e liscio, di forma ellissoidale o ovoidale di 0,8–1,0 mm di diametro e di colore giallo-marrone pallido.

## Distribuzione e habitat
L'areale nativo di T. karasense specie è la Namibia. È un sub-arbusto che cresce principalmente nel bioma desertico o di macchia secca.
T. karasense  è nota solo in tre località nell'arida Namibia sud-orientale dove è strettamente confinato in tre bacini stagionali: Groot Pan, Kleinvaalgras Pan e un bacino nella fattoria Middelplaas, tutti entro un raggio di 35 km. È una specie rara, con meno di 1000 piante note, sebbene localmente comune. T. karasense cresce su substrato calcareo e le precipitazioni medie annue della regione(che cadono prevalentemente in estate e autunno) sono di 100–150 mm sebbene altamente variabili e imprevedibili. Le piante sono state notate sui bordi e nelle conche, occasionalmente in acque poco profonde per un paio di settimane dopo una buona stagione delle piogge. Piogge più basse e temperature più elevate possono avere un effetto negativo sulla specie poiché essa sembra essere più dipendente dall'umidità rispetto alla vegetazione circostante.